# Steve Keen
Steve Keen (28 marzo 1953) è un economista australiano di scuola post-keynesiana.

## Biografia
Keen è professore di economia presso l'Università Occidentale di Sydney. Strenuo critico sia dell'economia neoclassica sia dell'economia marxiana (seppur conscio del debito nei confronti dell'analisi marxiana per la successiva "ipotesi d'instabilità finanziaria" formulata dall'economista post-keynesiano Hyman Minsky), egli definisce ambedue come modelli inconsistenti, non scientifici ed empiricamente insostenibili. John Maynard Keynes, Hyman Minsky, Irving Fisher, Karl Marx, Basil Moore, Piero Sraffa, Augusto Graziani, Thorstein Veblen, Joseph Alois Schumpeter e François Quesnay sono tra i principali autori che hanno influenzato il suo pensiero economico. Tra le sue opere, numerosi sono i lavori incentrati sulla modellazione matematica dei sistemi economici (incluso il circuito monetario) e sulla simulazione dei casi di instabilità finanziaria.

## ProgettoMinsky
Al fine di garantire a ricercatori, studenti, accademici, economisti l'adozione di un efficiente strumento applicativo che permetta la simulazione econometrica del circuito monetario, Steve Keen decide di intraprendere lo sviluppo di un programma software con cui sia possibile ottenere una descrizione visuale, dei modelli atti a rappresentare le economie nazionali, che sia più accurata rispetto a quelli normalmente utilizzati nell'ambito macroeconomico mainstream (tra i quali, ad esempio, vi è il modello DSGE).
Inizialmente finanziato per mezzo di una sovvenzione accademica garantita dall'INET (Institute for New Economic Thinking), il programma è quindi completato grazie a una campagna pubblica di raccolta fondi lanciata nel febbraio 2013 da Steve Keen e promossa attraverso il sito web di crowdfunding Kickstarter. La campagna su Kickstarter, che si prefiggeva di raccogliere almeno 50000 dollari statunitensi, si conclude con successo nel marzo 2013 raggiungendo la cifra di $78025. Il nome scelto da Steve Keen per tale programma software, cioè "Minsky", è un omaggio all'economista Hyman Minsky.

## Opere principali
- Debunking Economics: The Naked Emperor of the Social Sciences. Pluto Press Australia, 2001, ISBN 1-86403-070-4
- The New Economics: A Manifesto, Polity Pr., 2021
- Deeper in Debt. Australia's Addiction to Borrowed Money. In: Centre for Policy Development (Hrsg.): Occasional Papers. No. 3, 2007, ISSN 1835-0135 (WC · ACNP) (PDF; 1 MB[collegamento interrotto])
- con Russell Standish: Profit maximization, industry structure, and competition: A critique of neoclassical theory. In: Physica A. Nr. 370, 2006, S. 81–85 (PDF; 171 KB)
- con Mauro Gallegati, Thomas Lux e Paul Ormerod: Worrying trends in econophysics. In: Physica A. Nr. 370, 2006, S. 1–6 (PDF; 121 KB)
- con William A. Barnett, Carl Chiarella, Robert Marks e Hermann Schnabl: Commerce, Complexity and Evolution. Topics in Economics, Finance, Marketing, and Management: Proceedings of the Twelfth International Symposium in Economic Theory and Econometrics. Cambridge University Press, New York 2000, ISBN 0-521-62030-9